# Pepita Serrador
Josefina Serrador Marí (Buenos Aires, 2 de marzo de 1913-Madrid, 24 de mayo de 1964), más conocida como Pepita Serrador, fue una actriz hispano-argentina.

## Biografía
Hija de españoles, padre catalán, Esteban Serrador, y madre valenciana, Josefina Marí.
En Buenos Aires se casó en 1934 con el actor español Narciso Ibáñez Menta, con el que tuvo un único hijo, Chicho Ibáñez Serrador, director de programas de televisión.
En cuanto a su vida personal y familiar, en 1940 la hermosa actriz se separó y posteriormente se unió al actor cómico argentino conocido como Alí Salem de Baraja. Hermana de los actores Esteban, Teresa y Juan Serrador. También tuvo otra hermana, Nora.
Primero obtuvo algunos éxitos con obras que luego se convertirían en clásicas como Bodas de sangre, La salvaje o algún tiempo después Aprobado en inocencia escrita por su hijo "Chicho", con el seudónimo Luis Peñafiel.
Realizó grandes papeles en películas como Mujeres que trabajan y Muchachas que estudian.
Falleció a los 51 años víctima de un cáncer. Expresó como última voluntad, su deseo de ser enterrada en Granada, donde reposan sus restos en el Cementerio de San José.

## Filmografía
- Tu marido nos engaña (1960)
- Todo el año es Navidad (1960)
- La muralla (1958)
- Muchachas en vacaciones (1958)
- Cinco rostros de mujer (1947)
- Oro en la mano (1943)
- Punto negro (1943)
- La novia de los forasteros (1942)
- Los chicos crecen (1942)
- El camino de las llamas (1942)
- Embrujo (1941)
- Amor (1940)
- La luz de un fósforo (1940)
- Muchachas que estudian (1939)
- Una mujer de la calle (1939)
- Frente a la vida (1939)
- Mujeres que trabajan (1938)
- La trepadora (1928)